# José Díaz López
José Díaz López (2 de diciembre de 1959) es un levantador de pesas panameño que ha representado a su país en competencias internacionales. Díaz compitió en los Juegos Olímpicos  de 1984 y 1988.

## Biografía
Díaz En peso mosca ganó medalla de plata en el ejercicio completo y barrido limpio y medalla de bronce en arranque en los Juegos Panamericanos de 1979 celebrados en San Juan, Puerto Rico; en los Juegos Panamericanos de 1983 celebrados en Caracas, Venezuela obtuvo el bronce en arranque y en peso gallo obtuvo la plata en envión en Juegos Panamericanos de 1987 celebrados en Indianápolis, Estados Unidos. En los Juegos Centroamericanos y del Caribe en peso mosca obtuvo tres medallas de plata en los dos ejercicios. y en el total en los XIV Juegos Centroamericanos y del Caribecelebrados en La Habana, Cuba; en peso gallo ganó tres platas más en los dos ejercicios y en el total en los XV Juegos Centroamericanos y del Caribe celebrados en Santiago de los Caballeros, República Dominicana. Participó en dos ediciones de los Juegos Olímpicos: en los Juegos Olímpicos de Los Ángeles 1984 (donde también fue abanderado en la ceremonia inaugural), también válidos como campeonatos del mundo, terminando en el 7º lugar, y en los Juegos Olímpicos de Seúl 1988, terminando en el 19º lugar.